# 완벽주의

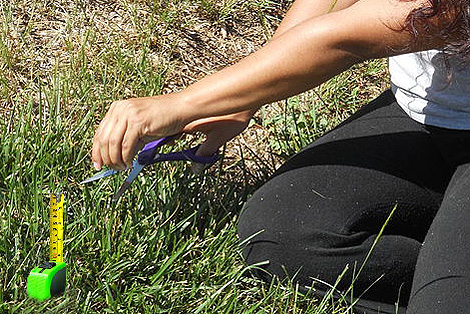
잔디를 정확한 길이로 자르려는 사람

완벽주의(完璧主義, 영어: Perfectionism)는 이루기를 원하여 끊임없이 노력해야 하는 보다 완벽한 상태가 존재한다고 믿는 신념이다. 완벽주의는 자신을 향해 높은 기준을 설정하여 보다 높은 성취감을 얻고자 하는 것을 중심으로, 질서와 정돈을 원하는 성향으로 정의하였다. 이러한 사상을 가지거나, 그런 심리 상태의 사람을 완벽주의자(完璧主義者)라고 한다.

## 특징
개인의 특성 중 하나인 완벽주의는 긍정적인 측면과 부정적인 측면 두 가지를 모두 갖는다. 그렇기 때문에 다양한 모습을 보이고 개념적으로 모호하다. 하지만 대부분 완벽주의 연구자들은 완벽주의가 수행이 완벽하기를 원해 과도하게 높은 목표를 잡고 과업을 수행한다고 본다. 완벽주의가 기능적으로 작용할 경우에는 자존감과 자기효능감과 성취가 증가하는 긍정적인 영향을 준다. 하지만 역기능적으로 작용할 경우에는 그러한 성취에 대한 압박이 증가하거나 위기의식, 소외감, 소진, 불안 등을 유발한다.
완벽주의는 무슨 일을 하든지 항상 완벽하게 해내려는 정신 상태로, 남들과는 다르게 훌륭하게 일을 해내려는 노력과 정성이 깃들어져 일을 무사히 마치면 다른 사람들에 비해서 엄청난 보상을 받을 수 있다는 장점이 있다. 그러나 이러한 특징을 지닌 사람들 중 일부는 무언가를 완벽하게 완성하지 못한다면 애초에 손도 대지 않는 경향이 강하다. 타인이 보기에는 충분히 훌륭한 수준임에도 불구하고, 자신만의 기준에 완벽히 들어맞지 않으면 스스로를 깎아내리거나 폄하하는 기질을 보이기도 한다. 완벽함을 추구하는 이들은 빠른 두뇌회전과 훌륭한 판단력을 지녔으나 한편으로는 자신이 세상에 끼칠 수 있는 영향력에 대한 권태감을 겪기 쉬우며, 뛰어난 역량을 갖췄음에도 자신이 남들보다 못하다고 생각하는 유형의 인간이 대다수이다. 이런 성향은 자신을 채찍질 해 끝없이 발전시키며 타인이 보기에 당사자를 뛰어난 두뇌를 가진 우수한 인재로 비춰지게 하나 정작 본인은 자신의 능력에 만족하지 못하여 정신적 갈등과 고통을 겪는다.

### 역기능적 완벽주의
개인에게 완벽주의 성향이 높을수록 그 개인은 합리적이거나 존재하지 않는 실현 불가능한 목표와 기준을 달성하고자 심리적 갈등이나 불안, 우울 등과 같이 본인을 비난하는 상태에 빠지게 되어 스스로를 부정적으로 평가한다. 따라서 쉽게 만족하지 않고 스스로를 열등하다고 인식하는 경향을 보인다. 더 나아가 목표를 달성하는 과정에서 완벽주의를 가지는 사람들이 왜곡된 비논리적 사고, 비합리적인 행동, 자기 파괴적인 욕구를 보이며 경쟁에 집착한다. 동시에 생산성과 업적을 기준으로 평가하여 대인관계에 문제를 일으키고 성과가 아니라 처벌을 경험하기 쉬워져 정신적인 건강을 해지는 결과를 나타낸다.
역기능적 완벽주의 집단은 추구하는 완벽주의가 높고, 완벽주의에 대한 부정적인 경험을 자주 겪는다. 이 집단은 상황을 통제할 수 없는 것으로 보고, 직접적으로 돌파하는 것이 아니라 회피하는 방법을 택한다. 이런 방법은 결국 부정적인 정서 즉, 우울, 불안, 강박증상, 소진 등과 깊은 관련을 보이게 된다.

## 완벽주의와 소진
합리적 정서적 치료 (Rational Emotive Therapy) 이론을 바탕으로 정서와 해동 사이에서 작용한 비합리적인 신념이 감정 소진과 태도에 부정적인 영향을 준다고 이야기하였다. 다시 말해 조직 구성원으로 완벽주의자의 비합리적인 신념인 개인의 승인 욕구, 자기에 대한 높은 기대, 좌절 등이 조직 구성원의 정서와 행동에 개입하여 스트레스와 소진이라는 부정적인 결과를 이끌어내는 것이다.
완벽주의와 소진 간의 관계를 연구한 결과, 자기 지향적인 완벽주의자들이 기준을 높게 설정하여 평가를 매우 엄격하게 하며, 실패를 회피하려는 성향을 보인다. 즉, 완벽해지길 원하는 동기를 가짐으로써 쉽게 우울증에 걸리고, 자기비난을 과하게 하며 실패하기를 두려워하는 경향을 보인다.

## 참고 문헌
- 김윤희; 서수균 (2008). “완벽주의에 대한 고찰 : 평가와 치료” (PDF). 《한국심리학회지 : 상담 및 치료》 20 (3). 2017년 12월 18일에 확인함.[깨진 링크(과거 내용 찾기)]